# Polnische Nationalmannschaft bei der Internationalen Sechstagefahrt

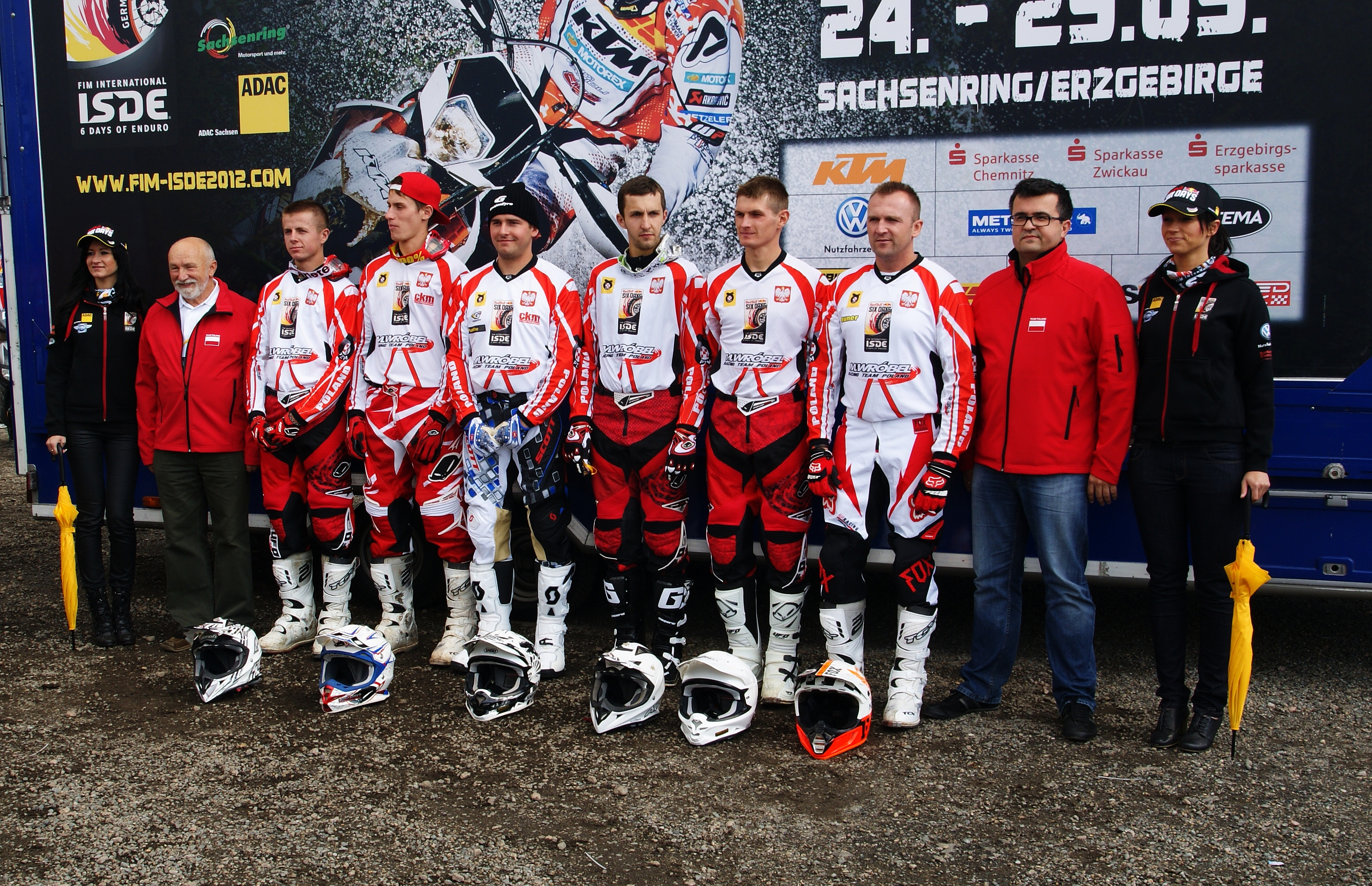
Die polnische World-Trophy-Mannschaft bei der 87. Internationalen Sechstagefahrt

Die polnischen Nationalmannschaften bei der Internationalen Sechstagefahrt sind eine Auswahl von Fahrern und Fahrerinnen (bislang war jedoch keine Frauennationalmannschaft am Start) für die Nationenwertungen dieses Wettbewerbes.
Entsprechend den Regelungen für die Sechstagefahrt wurden Nationalmannschaften für die Wertung um die Trophy (später: World Trophy), Silbervase (ab 1985: Junior World Trophy) und die Women`s World Trophy zugelassen. Der Umfang der Mannschaften und die Regularien für die Teilnahme änderten sich mehrmals im Laufe der Zeit.
Erstmals nahmen 1953 zwei Nationalmannschaften am Wettbewerb um die Silbervase teil und eine erreichte auf Anhieb den zweiten Platz. Ein zweiter Platz ist in diesem Wettbewerb das beste je erreichte Ergebnis. An der World Trophy nahm man erstmals 1959 teil. 1984 erreichte man mit dem zweiten das erste Mal einen Podestplatz und 1993 den bislang einzigen Sieg. Beides sind die bis dato besten Platzierungen in diesem Wettbewerb.
Die Liste erhebt keinen Anspruch auf Vollständigkeit.

## 1953–2006
| Jahr                    | World Trophy | Silbervase |                 |
| ----------------------- | --- | --- | --------------- |
| 1953                    | keine Teilnahme | 2. (A-Mannschaft) Z. Kupczyk (ČZ 150) Jerzy Jankowski (ČZ 150) Stanislav Brun (ČZ 150)                                                 |                 |
| 1953                    | keine Teilnahme | 14. (B-Mannschaft) Roman Zurawiecki (Jawa 250) Andrzej Kwiatkowski (Jawa 250) Wlodzimiers Markowski (Jawa 250)                         |                 |
| 1954                    | keine Teilnahme | keine Teilnahme |                 |
| 1955                    | keine Teilnahme | 2. (A-Mannschaft) Wlodzimiers Markowski (Jawa 248) Roman Zurawiecki (Jawa 248) Jan Paluch (Jawa 248)                                   |                 |
| 1955                    | keine Teilnahme | 16. (B-Mannschaft) Andrzej Kwiatkowski (BSA 498) Jan Kwasniewski (BSA 498) Wlodzimiers Szarle (BSA 498)                                |                 |
| 1956                    | keine Teilnahme | 4. (A-Mannschaft) Roman Zurawiecki (Jawa 250) Jan Paluch (Jawa 250) Wlodzimiers Markowski (Jawa 250) Stanislaw Kanas (ČZ 175)          |                 |
| 1956                    | keine Teilnahme | 9. (B-Mannschaft) Andrzej Kwiatkowski (BSA 500) Wlodzimiers Szarle (BSA 500) Jan Kwasniewski (BSA 500) Jerzy Kuroczko (Jawa 250)       |                 |
| 1957                    | keine Teilnahme | 5. (A-Mannschaft) Stanislaw Kanas (Maico 175) Roman Zurawiecki (Maico 250) Jerzy Kuroczko (Maico 250) Jan Paluch (Maico 250)           |                 |
| 1957                    | keine Teilnahme | 14. (B-Mannschaft) Miroslav Malec (Zündapp 250) Ryszard Ptocky (Zündapp 250) Ferdinand Kupsky (Zündapp 175) Jan Kubalski (Zündapp 250) |                 |
| 1958                    | keine Teilnahme | 2. (A-Mannschaft) Jan Szerbakiewicz (Maico 174) Jerzy Kuroczko (Maico 174) Roman Zurawiecki (Maico 247) Jan Kubalski (Maico 247)       |                 |
| 1958                    | keine Teilnahme | 7. (B-Mannschaft) Jerzy Warchol (Jawa 123) Ryszard Ptocky (Jawa 174) Jozef Milanowski (Jawa 247) Erchard Stadie (Jawa 247)             |                 |
| 1959                    | 8. Zdzislav Kaluza (SHL 175) Maciej Piatkowski (SHL 175) Janusz Orzepowski (Junak 350) Witold Pluzanski (Junak 500) Frantisek Stachewicz (Junak 350) Erhard Stadie (Junak 500)                    | 20. (A-Mannschaft) Jozef Milanowski (Jawa 250) Jan Kubalski (Maico 250) Jan Szczerbakiewicz (Maico 175) Wilhelm Jugowski (Maico 175)   |                 |
| 1959                    | 8. Zdzislav Kaluza (SHL 175) Maciej Piatkowski (SHL 175) Janusz Orzepowski (Junak 350) Witold Pluzanski (Junak 500) Frantisek Stachewicz (Junak 350) Erhard Stadie (Junak 500)                    | 5. (B-Mannschaft) Miroslav Malec (ČZ 175) Stanislav Tylky (ČZ 125) Jerzy Warchol (ČZ 125) Jozef Rewerelli (ČZ 125)                     |                 |
| 1960                    | 8. Jozef Milanowski (COD 123) Jan Szczerbakiewicz (COD 123) Leszek Szubert (SHL 173) Zdzislav Kaluza (SHL 173) Edward Kurowski (Junak 349) Janusz Orzepowski (Junak 349)                          | 14. Janus Konczarek (COD 123) Stefan Pieczara (SHL 173) Jan Kubalski (SHL 173) Frantisek Stachewicz (Junak 349)                        |                 |
| 1961                    | 5. Edward Kurowski (Junak 350) Janusz Orzepowski (Junak 350) Janus Konczarek (SHL 173) Stanislav Tylky (SHL 173) Jan Szczerbakiewicz (WSK 125) Remigiusz Szczerbakiewicz (WSK 125)                | 14. Eugenyusz Frelich (SHL 173) Stefan Pieczara (SHL 173) Jan Kubalski (SHL 173) J. Marciniak (WSK 125)                                |                 |
| 1962                    | 4. Edward Kurowski (Junak 350) Janusz Orzepowski (Junak 350) Jan Kubalski (SHL 175) Janus Konczarek (SHL 175) Stanislav Tylky (WSK 125) Remigiusz Szczerbakiewicz (WSK 125)                       | 14. |                 |
| 1963                    | 6. Eugenyusz Frelich (SHL 125) Gerhard Harazim (SHL 125) Janus Konczarek (SHL 175) Zenon Wieczorek (SHL 175) Edward Kurowski (Junak 350) Frantisek Stachewicz (Junak 350)                         | keine Teilnahme |                 |
| 1964                    | 6. Remigiusz Szczerbakiewicz (WSK 125) F. Kubski (WFM 125) Janus Konczarek (SHL 175) Zdzislav Kaluza (SHL 175) Edward Kurowski (Junak 350) Frantisek Stachewicz (Junak 350)                       | 14. Jan Kopiel (WSK 125) Zenon Wieczorek (SHL 175) M. Radek (SHL 175) M. Piatkowski (WFM 175)                                          |                 |
| 1965                    | 6. Jan Kopiel (WSK 123) Remigiusz Szczerbakiewicz (WSK 123) M. Radek (SHL 174) Janus Konczarek (SHL 175) Zdzislav Kaluza (SHL 248) Zenon Wieczorek (SHL 179)                                      | 14. |                 |
| 1966                    | keine Teilnahme | 8. Eugenyusz Frelich (SHL 250) Boguslaw Urbaniak (MZ 250) Janusz Orzepowski (MZ 175) Stefan Pieczara (MZ 175)                          |                 |
| 1967                    | 9. T. Musial (SHL 250) L. Dzianok (SHL 250) Eugenyusz Frelich (SHL 175) Jan Kopiel (WSK 175) Jerzy Warchol (WSK 125) Remigiusz Szczerbakiewicz (WSK 125)                                          | 5. (A-Mannschaft) Zbigniew Pieczara (MZ 250) Boguslaw Urbaniak (MZ 250) H. Gajer (MZ 175) Zbigniew Rutkowski (MZ 175)                  |                 |
| 1967                    | 9. T. Musial (SHL 250) L. Dzianok (SHL 250) Eugenyusz Frelich (SHL 175) Jan Kopiel (WSK 175) Jerzy Warchol (WSK 125) Remigiusz Szczerbakiewicz (WSK 125)                                          | 17. (B-Mannschaft) W. Tarasek (MZ 250) Jan Kubalski (MZ 250) R. Welter (MZ 175) Janusz Orzepowski (MZ 175)                             |                 |
| 1968                    | keine Teilnahme | 5. Wladyslaw Duzinski (MZ 250) Zbigniew Pieczara (MZ 250) Eugenyusz Frelich (MZ 250) Miroslav Malec (MZ 300)                           |                 |
| 1969                    | keine Teilnahme | 15. Remigiusz Szczerbakiewicz (MZ 175) Zbigniew Domini (MZ 250) Eugenyusz Frelich (MZ 250) Miroslav Malec (MZ 250)                     |                 |
| 1970                    | 5. Remigiusz Szczerbakiewicz (MZ 175) Jacek Drogosz (MZ 250) Zenon Wieczorek (MZ 250) Zbigniew Rutkowski (MZ 250) Boguslaw Urbaniak (MZ 350) Miroslav Malec (MZ 350)                              | keine Teilnahme |                 |
| 1971                    | keine Teilnahme | 6. Zenon Wieczorek (MZ 250) Boguslaw Urbaniak (MZ 250) Herbert Gajer (MZ 250) Henryk Drogosz (MZ 250)                                  |                 |
| 1972                    | 9. Zenon Wieczorek (Jawa 250) Herbert Gajer (Jawa 250) Boguslaw Urbaniak (Jawa 350) Bulikowski (Jawa 350) Drogosz (Jawa 350) Miroslav Malec (Jawa 500)                                            | 16. (A-Mannschaft) Z. Chledba (MZ 250) R. Musyl (MZ 350) A. Kramarczyk (MZ 350) J. Wyrostek (MZ 350)                                   |                 |
| 1972                    | 9. Zenon Wieczorek (Jawa 250) Herbert Gajer (Jawa 250) Boguslaw Urbaniak (Jawa 350) Bulikowski (Jawa 350) Drogosz (Jawa 350) Miroslav Malec (Jawa 500)                                            | 22. (B-Mannschaft) E. Rechul (WSK-Puch 125) Z. Matyasik (WSK-Puch 125) A. Jozwicki (WSK-Puch 125) Remigiusz Szczerbakiewicz (WSK 175)  |                 |
| 1973                    | keine Teilnahme | keine Teilnahme |                 |
| 1974                    | 7. Herbert Gajer (Jawa 250) Miroslav Malec (Jawa 402) Henryk Drogosz (Jawa 246) Boguslaw Janiki (Jawa 344) Zenon Wieczorek (Jawa 246) Robert Blachut (Jawa 344)                                   | keine Teilnahme |                 |
| 1975                    | 5. | keine Teilnahme |                 |
| 1976                    | 6. Stanislaw Olszewski (Jawa SDM 250) Zbigniew Klujszo (Jawa SDM 250) Czeslaw Sedrowicz (Jawa SDM 350) Herbert Gajer (Jawa SDM 350) Czeslaw Obloczynski (Jawa SDM 500) Lech Kordon (Jawa SDM 500) | keine Teilnahme |                 |
| 1977                    | keine Teilnahme | keine Teilnahme |                 |
| 1978                    | 6. Zbigniew Nowicki (Husqvarna 250) Krystof Serwin (Husqvarna 250) Zbigniew Banasik (Husqvarna 250) Herbert Gajer (Husqvarna 350) Czeslaw Sedrowicz (Husqvarna 500) Leszek Sas (Husqvarna 500)    | 2. Zbigniew Klujszo (Simson 75) Stanislaw Olszewski (Simson 75) Ryszard Gancewski (Simson 100) Czeslaw Obloczynski (Simson 100)        |                 |
| 1979                    | 8. Zbigniew Nowicki (SWM 175) Zdzislaw Knap (SWM 175) Zbigniew Banasik (SWM 175) Krystof Serwin (SWM 250) Leszek Sas (SWM 350) Czeslaw Sedrowicz (SWM 350)                                        | 5. Zbigniew Klujszo (Simson 75) Stanislaw Olszewski (Simson 75) Ryszard Gancewski (Simson 100) Czeslaw Obloczynski (Simson 100)        |                 |
| 1980                    | 13. Zbigniew Groth (SWM 125) Andrzej Frankowski (SWM 125) Zbigniew Nowicki (SWM 125) Kazimierz Markowski (SWM 125) Zbigniew Banasik (SWM 175) Leszek Sas (SWM 350)                                | 7. Stanislaw Olszewski (Simson 75) Zbigniew Klujszo (Simson 75) Ryszard Gancewski (Simson 100) Krystof Serwin (Simson 100)             |                 |
| 1981                    | keine Teilnahme | 10. Zbigniew Klujszo (Simson 80) Stanislaw Olszewski (Simson 80) Ryszard Gancewski (Simson 125) Krzysztof Serwin (Simson 125)          |                 |
| 1982                    | 7. | 14. |                 |
| 1983                    | 4. Zbigniew Klujszo (Simson 80) Stanislaw Olszewski (Simson 80) Ryszard Gancewski (Simson 125) Ryzard Augustyn (Jawa 250) Zbigniew Banasik (Jawa 500) Krzysztof Serwin (Jawa 500)                 | keine Teilnahme |                 |
| 1984                    | 2. Stanislaw Olszewski (Simson 80) Zbigniew Przybyla (Simson 80) Ryszard Gancewski (Simson 125) Zbigniew Klujszo (Simson 125) Zbigniew Groth (Jawa 250) Krzysztof Serwin (Jawa 500)               | keine Teilnahme |                 |
| 1985                    | 10. Zbigniew Przybyla (Simson 80) Zbigniew Klujszo (Simson 80) Stanislaw Olszewski (Simson 80) Ryszard Gancewski (Simson 125) Jazek Czchor (Jawa 250) Andrzej Gronkowski (Jawa 250)               | ab 1985: Junior World Trophy |                 |
| 1985                    | 10. Zbigniew Przybyla (Simson 80) Zbigniew Klujszo (Simson 80) Stanislaw Olszewski (Simson 80) Ryszard Gancewski (Simson 125) Jazek Czchor (Jawa 250) Andrzej Gronkowski (Jawa 250)               | keine Teilnahme |                 |
| 1986                    | 8. Zbigniew Przybyla (Simson 80) Piotr Kasparek (Simson 125) Ryzard Gazcewski (Simson 125) Ryzard Augustyn (Jawa 250) Stanislaw Olszewski (Jawa 250) Zbigniew Banasik (Jawa 360)                  | keine Teilnahme |                 |
| 1987                    | 5. Piotr Kasparek (Simson 80) Ryzard Augustyn (Simson 80) Ryzard Gazcewski (Simson 125) Krzysztof Serwin (Jawa 250) Zbigniew Przybyla (Jawa 250) Zbigniew Groth (Jawa 500)                        | 12. Pawel Pietrzak (Jawa 250) Jaroslaw Pomirski (Jawa 250) Jazek Czchor (Jawa 250) Jacek Lonka (Jawa 500)                              |                 |
| 1988                    | 19. Andrzej Tomiczek (Simson 80) Piotr Kasparek (Simson 80) Ryzard Gazcewski (Simson 125) Zbigniew Banasik (Jawa 250) Zbigniew Przybyla (Jawa 250) Zbigniew Groth (Jawa 500)                      | 7. |                 |
| 1989                    | 14. Andrzej Tomiczek (Simson 80) Jacek Czachor (Simson 80) Ryzard Gazcewski (Simson 125) Piotr Kasparek (KTM 125) Zbigniew Banasik (KTM 250) Zbigniew Przybyla (KTM 500)                          | 8. Mariusz Czachor (KTM 125) Maciej Wrobel (KTM 125) Tomasz Kodyrn (KTM 125) Jaroslaw Pomirski (KTM 250)                               |                 |
| 1990                    | 7. Maciej Wrobel (Simson 80) Piotr Kasperek (Husqvarna 125) nicht bekannt (Husqvarna 125) Mariusz Czachor (Husqvarna 250) Ryzard Augustyn (Husqvarna 250) Ryzard Gazcewski (Husqvarna 500)        | keine Teilnahme |                 |
| 1991                    | 6. Maciej Wrobel (TM 80) Andrzej Tomiczek (TM 80) Jacek Czachor (Simson 125) Zbigniew Przybyla (Husqvarna 500) Ryzard Gazcewski (Husqvarna 500)                                                   | 3. Wiktor Iwanski (TM 80) Bogdan Warchol (Simson 125) Wojciech Rencz (Simson 80)                                                       |                 |
| 1992                    | 5. Ryzard Augustyn (TM 80) Ryzard Gazcewski (Yamaha 500) Andrzej Tomiczek (TM 80) Maciej Wrobel (TM 80) Wojciech Rencz (TM 125) Jacek Czahor (Yamaha 250)                                         | keine Teilnahme |                 |
| 1993                    | 1. Marek Dąbrowski (TM 80) Maciej Wrobel (TM 80) Wiktor Iwanski (TM 80) Wojciech Rencz (TM 125) Andrzej Tomiczek (Husqvarna 250) Ryszard Augustyn (Husqvarna 500)                                 | keine Teilnahme |                 |
| 1994                    | 15. Wiktor Iwanski (KTM 125) Sebastian Krywult (KTM 125) Marek Dabrowski (KTM 125) Wojciech Rencz (KTM 175) Maciej Wrobel (KTM 350 4T) Jacek Czachor (KTM 1300 4T)                                | keine Teilnahme |                 |
| 1995                    | 12. Sebastian Krywult (KTM 125) Maciej Wrobel (KTM 125) Mariusz Czachor (KTM 175) Andrzej Tomiczek (KTM 175) Zbigniew Przybyla (KTM 175) Jacek Czahor (KTM 350 4T)                                | 12. Robert Warchol (KTM 125) Daniel Chrobak (KTM 125) Marek Dąbrowski (KTM 125) Bartlomiej Bembenik (KTM 175)                          |                 |
| {\displaystyle \vdots } | keine Teilnahme | keine Teilnahme | keine Teilnahme |
| 2001                    | 10. Lukasz Kedzierski (KTM) Lukasz Korowski (KTM) Bartosz Oblucki (Husqvarna) Piotr Krasuski (KTM) Lukasz Bartosz (KTM) Marek Przybysz (KTM)                                                      | keine Teilnahme |                 |
| 2002                    | 7. Lukasz Kedzierski (KTM 125) Lukasz Kurowski (KTM 125) Marek Przybysz (KTM 175) Piotr Krasuski (KTM 175) Hubert Dzianol (KTM 175) Bartosz Oblucki (Husqvarna 250 4T)                            | 11. Michal Szuster (KTM 125) Marek Swiderski (KTM 125) Pawel Swiderski (KTM 125) Lukasz Bartosz (Honda 175)                            |                 |
| 2003                    | 9. Lukasz Kurowski (KTM 125) Bartosz Oblucki (TM 125) Marek Swiderski (KTM 125) Pawel Swiderski (Yamaha 250 4T) Lukasz Bartosz (KTM 250) Marek Przybysz (KTM 250)                                 | keine Teilnahme |                 |
| 2004                    | 9. Maciej Wrobel (Yamaha) Marek Swiderski (Yamaha) Karol Kedzierski (Yamaha) Lukasz Bartosz (KTM) Marek Przybysz (KTM) Jakub Przygonski (KTM)                                                     | 2. Bartosz Oblucki (Yamaha) Michal Szuster (Yamaha) Lukasz Kedzierski (Yamaha) Pawel Swiderski (KTM)                                   |                 |
| 2005                    | 14. Bartosz Oblucki (Yamaha) Michal Szuster (Honda) Lukasz Kedzierski (GasGas) Marek Przybysz (GasGas) Marek Swiderski (GasGas) Pawel Swiderski (GasGas)                                          | keine Teilnahme |                 |
| 2006                    | 14. Bartosz Oblucki (Husqvarna 510) Michal Szuster (Yamaha 250) Lukasz Kurowski (Honda 250) Marek Przybysz (Honda 450) Marek Swiderski (Honda 250) Pawel Swiderski (Honda 450)                    | keine Teilnahme |                 |

## Seit 2007
| Jahr                    | World Trophy | Junior World Trophy                                                                     | Women’s World Trophy |
| ----------------------- | --- | --------------------------------------------------------------------------------------- | -------------------- |
| 2007                    | keine Teilnahme | keine Teilnahme                                                                         | keine Teilnahme      |
| 2008                    | 10. Lukasz Bartos (Yamaha) Michal Szuster (Yamaha) Waclaw Skolarus (Yamaha) Jakub Przygonski (Yamaha) Bartosz Oblucki (Husqvarna) Sebastian Krywult (KTM) | keine Teilnahme                                                                         | keine Teilnahme      |
| 2009                    | 9. Lukasz Kedzierski (Yamaha) Michal Szuster (Yamaha) Sebastian Krywult (KTM) Paweł Szymkowski (KTM) Marcin Frycz (Yamaha) Mateusz Bembenik (KTM)         | keine Teilnahme                                                                         | keine Teilnahme      |
| 2010                    | 5. Marcin Frycz (Yamaha) Paweł Szymkowski (KTM) Michal Szuster (Yamaha) Karol Kedzierksi (Yamaha) Bartosz Oblucki (Husqvarna) Sebastian Krywult (KTM)     | keine Teilnahme                                                                         | keine Teilnahme      |
| 2011                    | 9. Karol Kedzierski (Yamaha) Mateusz Bembenik (KTM) Marcin Frycz (KTM) Pawel Szymkowski (Husaberg) Michal Szuster (KTM) Sebastian Krywult (Husaberg)      | keine Teilnahme                                                                         | keine Teilnahme      |
| 2012                    | 13. Rafal Bracik (KTM) Michal Szuster (TM) Konrad Widlak (KTM) Marcin Frycz (KTM) Paweł Szymkowski (KTM) Sebastian Krywult (KTM)                          | keine Teilnahme                                                                         | keine Teilnahme      |
| 2013                    | keine Teilnahme | 10. Rafal Bracik (KTM) Jakub Kucharski (KTM) Adam Tomiczek (KTM) Paweł Szymkowski (KTM) | keine Teilnahme      |
| 2014                    | keine Teilnahme | keine Teilnahme                                                                         | keine Teilnahme      |
| 2015                    | 9. Marcin Frycz (KTM) Grzegorz Kargul (KTM) Lukasz Kedzierski (Yamaha) Sebastian Krywult (KTM) Jakub Kucharski (KTM) Paweł Szymkowski (KTM)               | keine Teilnahme                                                                         | keine Teilnahme      |
| 2016                    | 14. Maciej Giemza (KTM) Paweł Szymkowski (KTM) Sebastian Krywult (KTM) Adam Tomiczek (KTM)                                                                | 10. Jakub Kucharski (KTM) Kamil Szuta (KTM) Damian Magierowski (KTM)                    | keine Teilnahme      |
| {\displaystyle \vdots } | keine Teilnahme | keine Teilnahme                                                                         | keine Teilnahme      |
| 2019                    | 11. Sebastian Krywult (KTM) Rafal Bracik (Honda) Aleksander Bracik (Beta) Dominik Olszowy (KTM)                                                           | keine Teilnahme                                                                         | keine Teilnahme      |
| 2021                    | 11. Kacper Baklarz (Husqvarna) Maciej Wieckowski (GasGas) Aleksander Bracik (Beta) Dominik Olszowy (KTM)                                                  | keine Teilnahme                                                                         | keine Teilnahme      |
| 2022                    | 17. Dawid Babicz (KTM) Maciej Wieckowski (GasGas) Aleksander Bracik (Beta) Patryck Kuleszo (Husqvarna)                                                    | keine Teilnahme                                                                         | keine Teilnahme      |
| 2023                    | keine Teilnahme | keine Teilnahme                                                                         | keine Teilnahme      |
| 2024                    | 10. Gabriel Chetnicki (GasGas 500 4T) Dawid Babicz (KTM 250 4T) Aleksander Bracik (Kawasaki 250 4T) Kacper Baklarz (Yamaha 250 4T)                        | keine Teilnahme                                                                         | keine Teilnahme      |